# Xujia (köpinghuvudort i Kina, Shandong Sheng, lat 36,91, long 121,75)
Xujia (kinesiska: 徐家, 徐家镇) är en köpinghuvudort i Kina. Den ligger i provinsen Shandong, i den östra delen av landet, omkring 420 kilometer öster om provinshuvudstaden Jinan. Antalet invånare är 17 225. Befolkningen består av 8 441 kvinnor och 8 784 män. Barn under 15 år utgör 6,0 %, vuxna 15-64 år 73 %, och äldre över 65 år 19,0 %.
Närmaste större samhälle är Baishatan, 9,6 km sydväst om Xujia. Trakten runt Xujia består till största delen av jordbruksmark.
Genomsnittlig årsnederbörd är 743 millimeter. Den regnigaste månaden är juli, med i genomsnitt 206 mm nederbörd, och den torraste är februari, med 13 mm nederbörd.